# Euphyllodromia peruana
Euphyllodromia peruana es una especie de cucaracha del género Euphyllodromia, familia Ectobiidae.

## Distribución
Esta especie se encuentra en Ecuador, Perú y Brasil.